# ملك بدوي
ملك بدوي هي ممثلة مصرية بدأت مشوارها الفني في عام 2017 بمسلسل الطوفان.

## أعمالها

### مسلسلات
- 2017: الطوفان بدور سلمى
- 2018: لعنة كارما بدور سارة
- 2019: الزوجة 18 بدور ريم
- 2020: لعبة النسيان
- 2021: ستات بيت المعادي بدور أمل
- 2021: الآنسة فرح - بدور كاميليا ضيفة شرف
- 2022: البحث عن علا بدور صوفي
- 2022: الاختيار ج3 بدور علا عضو جبهة الإنقاذ
- 2022: أحلام سعيدة بدور ماجي
- 2022: سوتس بالعربي - بدور دينا ضيفة شرف

### أفلام
- 2020: الغسالة بدور فتاة الديسكو

## وصلات خارجية
- ملك بدوي على موقع الدهليز
- ملك بدوي على موقع قاعدة بيانات الأفلام العربية